# Jean Prestet
Jean Prestet   (Chalon-sur-Saône, 1648 - Marines, 8 de juny de 1690) va ser un matemàtic francès.
D'origen humil, nascut a Chalon-sur-Saône, va marxar a París per a servir a la congregació de l'Oratori de Jesús. Aquí va conèixer Nicolas Malebranche, qui el va convertir en el seu servent, deixeble i secretari. Entre 1675 i 1680 va abandonar les matemàtiques per a preparar-se per al sacerdoci.
El 1680 va ser nomenat professor de matemàtiques de la universitat de Nantes, però va poder ocupar la plaça per l'oposició dels jesuïtes i es va passar un any al College de Saumur. Els anys següents va ser professor de la universitat d'Angers, fins al 1685 en que va retornar a París sense abandonar els seus deures religiosos. Aquests deures el va fer abandonar la ciutat i va morir a Marines (Val-d'Oise) el 1690.
Prestet va ser l'autor de dos llibres de matemàtiques: Elemens de mathémaiques (1675) i Nouveaux elemens de mathémaiques (1689), tots dos publicats de forma anònima, de tal forma que el primer de ells va ser atribuït a Malebranche. En ells defensa les matemàtiques perquè tenen la virtut d'estructurar el pensament.